# جامعة ريغنسبورغ
جامعة ريغنسبورغ (بالإنجليزية: University of Regensburg)‏ هي جامعة عامة في ألمانيا، أُسِّسَت عام 1962.

## إحصائيات
يبلغ عدد طلاب الجامعة 17,320 طالب.

## وصلات خارجية
- الموقع الإلكتروني